# Протестантизм в Болгарии
Протестантизм в Болгарии является третьей по значимости религией после православия и ислама. Численность протестантов неуклонно растёт последние 20 лет. Так, по переписи 1992 года их было 22 тыс., по переписи 2001 — 42 тыс., по переписи 2011 года — уже 64,5 тыс.

## Исторический обзор
Основы протестантизма в Болгарии заложили американские миссионеры ещё в XIX веке. Они принадлежали к таким направлениям как методизм (на севере) и конгрегационализм (на юге). Первая протестантская община появилась в 1868 году в городе Банско. В 1875 году появился Болгарское евангелическое благотворительное общество, позже переименованное в Союз Евангелических Церквей в Болгарии. В 1871 году этот союз завершил перевод Библии на современный болгарский язык. В 1865 году в стране появляется первая баптистская община, в 1891 году — первая адвентистская
. В 1921 году русские эмигранты принесли на болгарскую землю пятидесятничество. В эпоху коммунистического правления протестанты подвергались гонениям. В 1989 году произошла реабилитация протестантизма.

## Современное положение

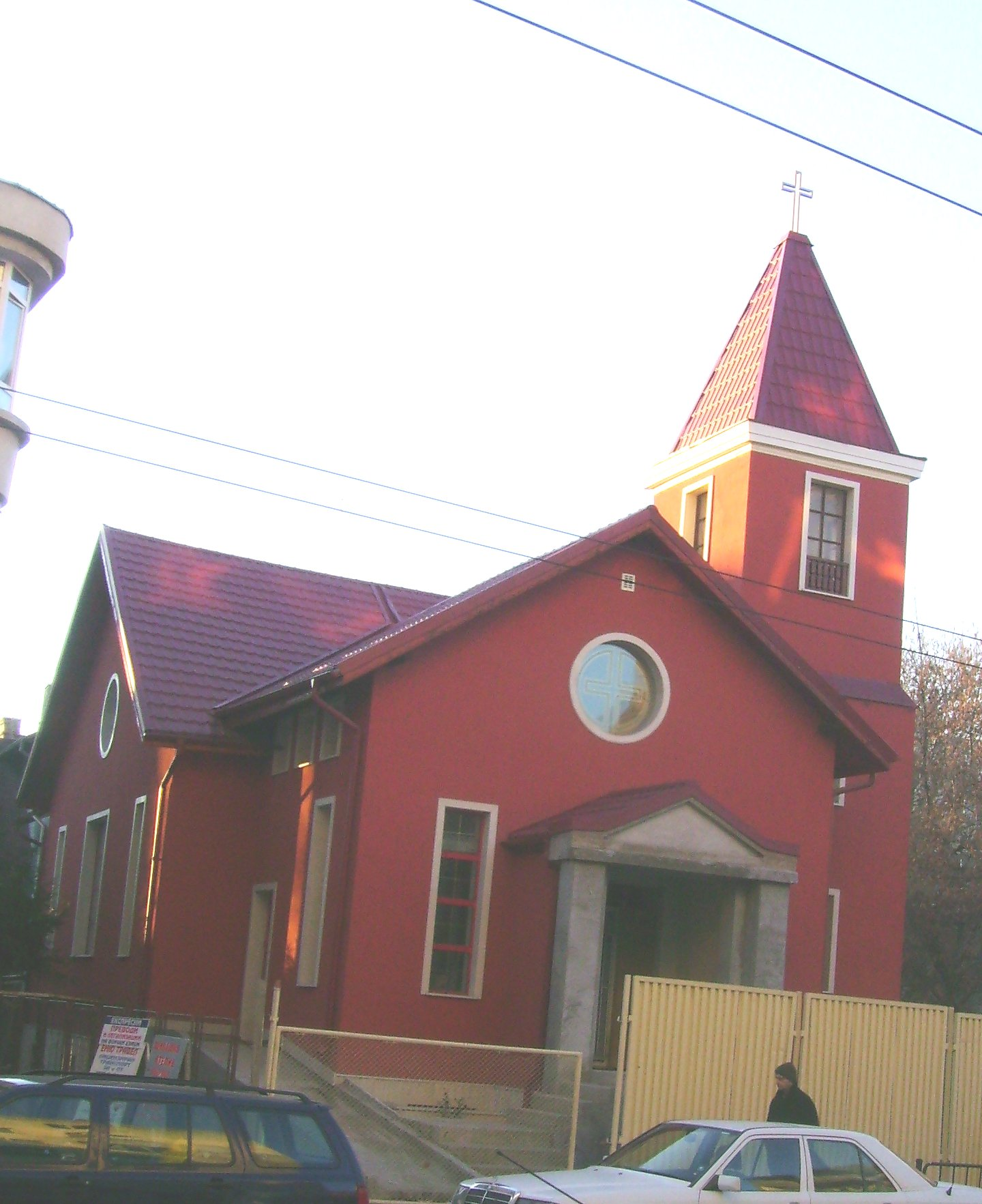
Методистская церковь в Плевен

В современной Болгарии протестанты взаимодействуют с другими конфессиями в защите консервативных ценностей. В стране действует Евангелический богословский институт, ряд образовательных и гуманитарных организаций.
Большинство болгарских протестантов — пятидесятники. Пятидесятническое движение в стране развивается быстрыми темпами, в 1991 году в Болгарии было лишь 5 тыс. пятидесятников. Значительный рост пятидесятничества происходит в том числе за счёт обращения болгарских цыган. Ок. 500 церквей и 25 тыс. верующих объединены в Союз евангельских пятидесятнических церквей (действует с 1928 года; входит в Ассамблеи Бога). Ещё 180 церквей и 3,6 тыс. верующих представляют Болгарскую церковь Божию (действует c 1982 года; входит в Церковь Бога). Часть пятидесятников и харизматов объединены в Болгарскую свободную церковь. В Софии, Плевене и Ставерцах действуют приходы Искупленной христианской церкви Божьей.
В 2011 году адвентистская церковь Болгарии объединяла 7,6 тыс. членов и 118 церквей. Союз евангельских баптистских церквей насчитывает 5 тыс. верующих в 128 церквах. Остальные протестанты посещают храмы Болгарской лютеранской церкви (действует с 1992 года), Евангельской методистской епископальной церкви (2,7 тыс. верующих) и др.